# Szabolcs Huszti
Szabolcs Huszti est un footballeur hongrois né le 18 avril 1983 à Miskolc. Il peut jouer arrière gauche ou milieu gauche.

## Buts internationaux
| #       | Date             | Lieu              | Adversaire | Score | Résultat | Compétition                         |
| ------- | ---------------- | ----------------- | ---------- | ----- | -------- | ----------------------------------- |
| 1. à 6. | à compléter      |                   |            |       |          |                                     |
| 7.      | 5 septembre 2009 | Budapest, Hongrie | Suède      | 1-2   | Défaite  | Qualifs pour la Coupe du monde 2010 |

## Parcours d'entraîneur
- fév. 2021-oct. 2021 :  Debreceni VSC
- oct. 2022-mars 2023 :  MOL Fehérvár FC